# Clavaria echino-olivacea
Clavaria echino-olivacea är en svampart som beskrevs av R.H. Petersen 1988. Clavaria echino-olivacea ingår i släktet Clavaria och familjen fingersvampar.   Inga underarter finns listade i Catalogue of Life.